# Helina simulatrix
Helina simulatrix este o specie de muște din genul Helina, familia Muscidae. A fost descrisă pentru prima dată de Seguy în anul 1923. Conform Catalogue of Life specia Helina simulatrix nu are subspecii cunoscute.